# Igreja de São Gião

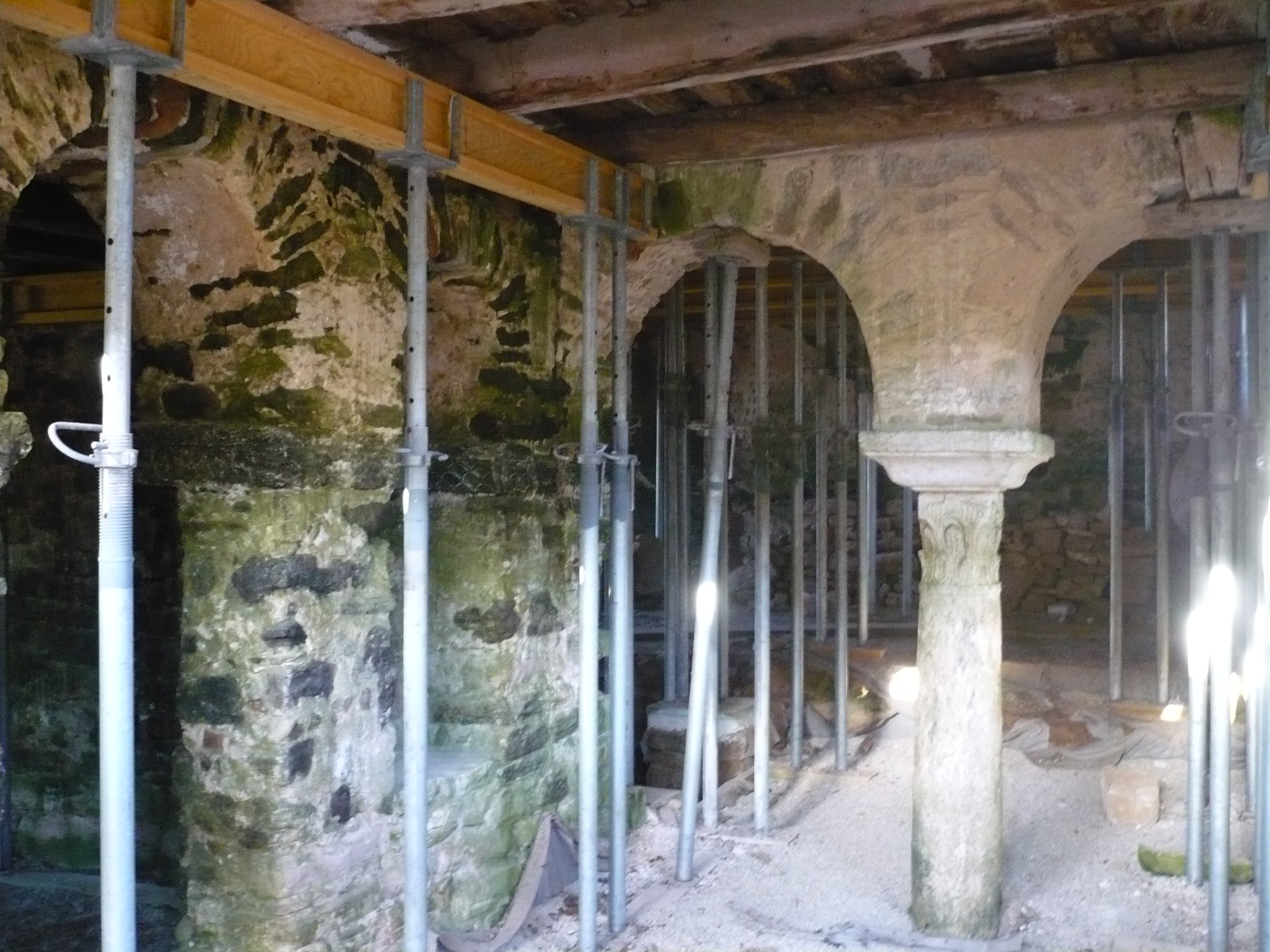
Igreja de São Gião: aspecto dos trabalhos de restauro.

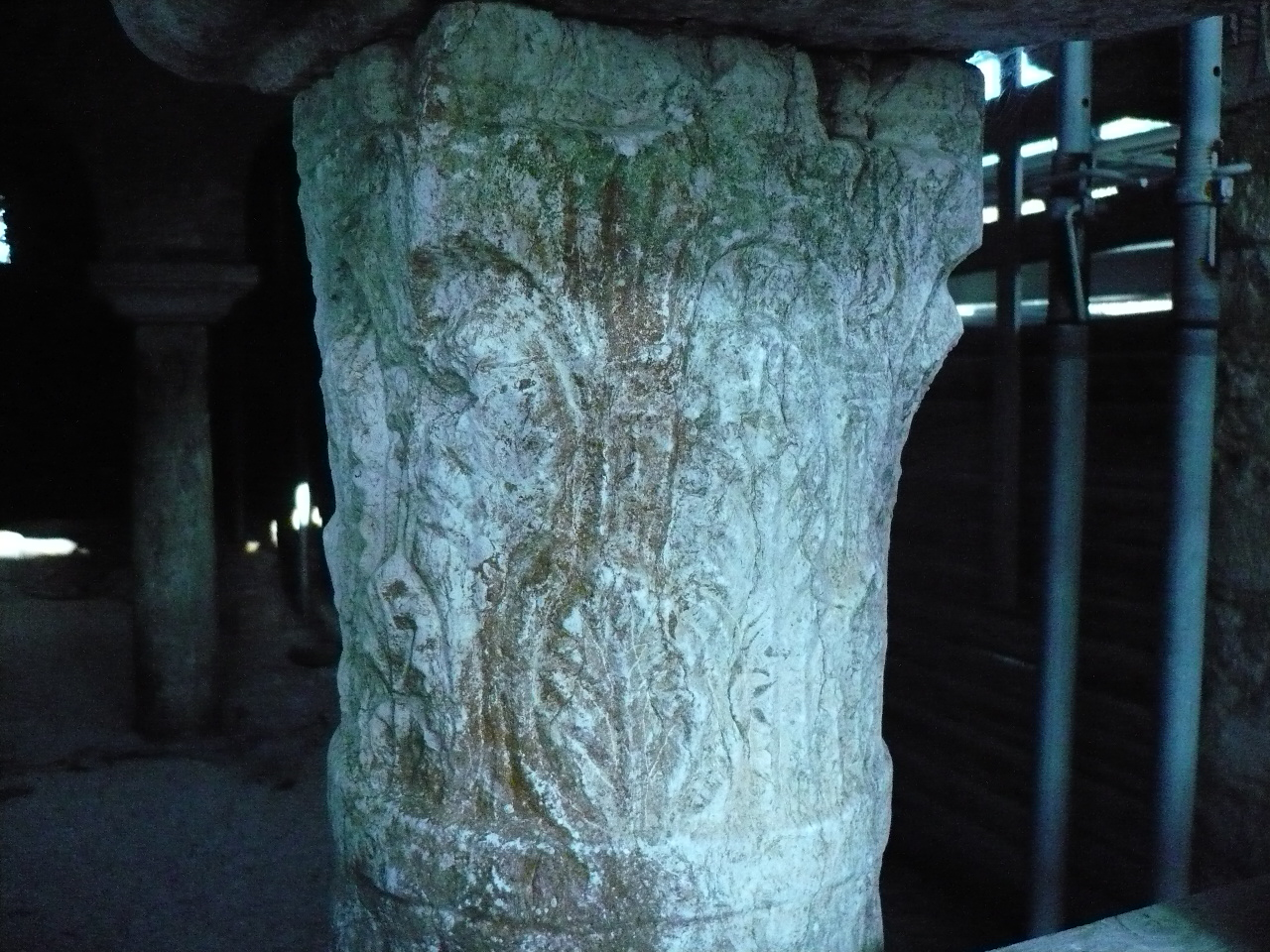
Igreja de São Gião: detalhe de capitel rudemente inspirado na ordem coríntia.

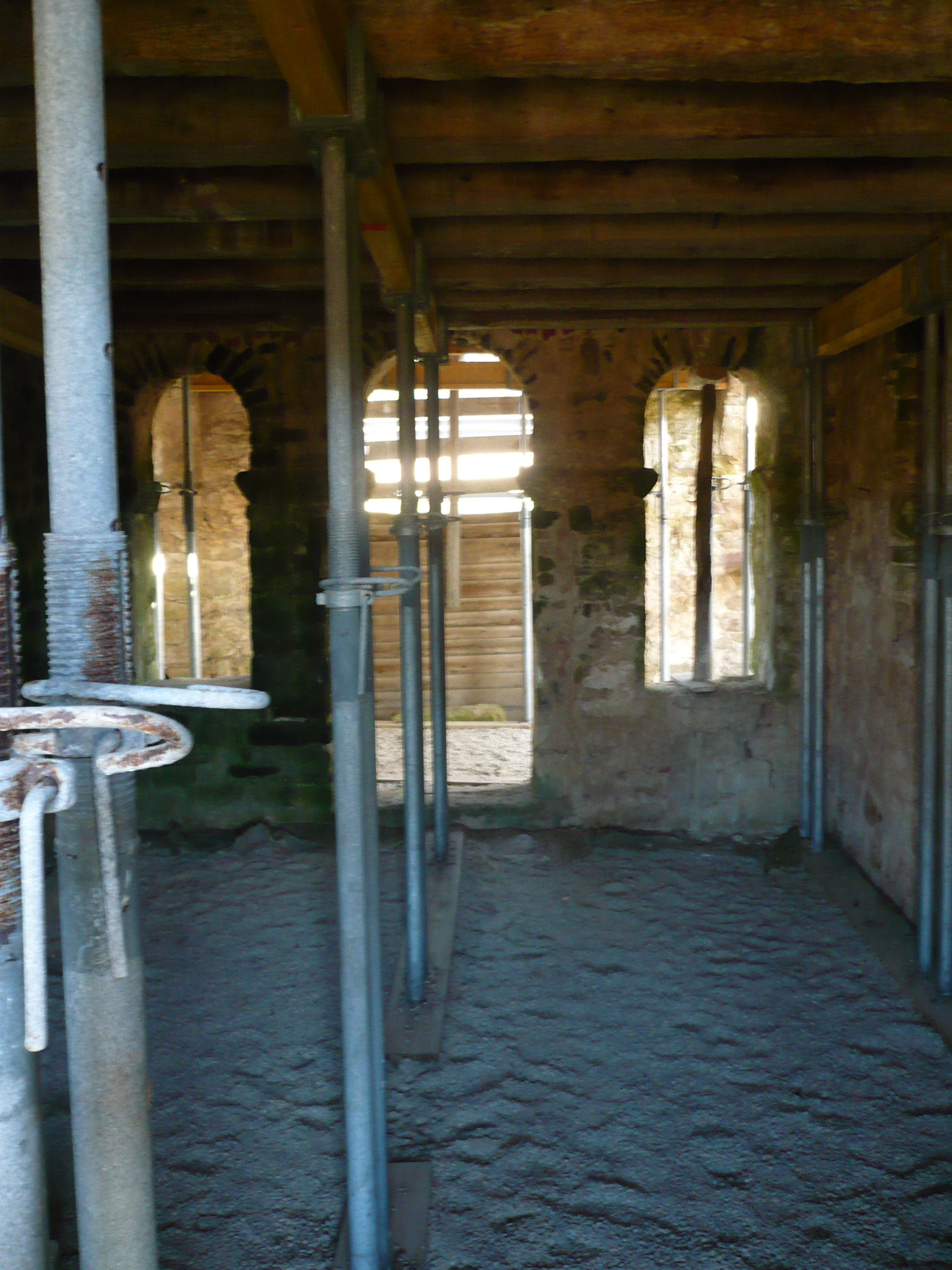
Igreja de São Gião: vista da iconóstase.

A Igreja de São Gião, ou Igreja de São Gião da Nazaré, localiza-se na freguesia de Famalicão, a 5 km a sul da Nazaré, no distrito de Leiria, em Portugal.
Foi descoberta na Quinta de São Gião, junto às dunas, a 500 metros do mar, por Eduíno Borges Garcia, em 1961. Atribuída por alguns autores ao período Visigótico, e por outros como possuindo características Asturianas, é considerada um dos templos cristãos mais antigos do território nacional, e mesmo da Península Ibérica.
A Igreja de São Gião está classificada como Monumento Nacional desde 1986.

## História
Quando foi descoberta estabeleceu-se uma certa unanimidade científica quanto à sua classificação como monumento-tipo representativo da liturgia da época visigótica (como o fez Helmut Schlunk em 1971). De acordo com esta teoria, a igreja teve as suas origens no século VII, no local antes ocupado por um templo romano dedicado a Neptuno. Esta unanimidade tem sido posta em causa após estudos recentes e com os trabalhos de escavação e de Arqueologia da Arquitectura. Em resultado desses estudos, a igreja é considerada como um dos poucos exemplares de templos asturianos conhecidos no nosso país, o que a dataria numa época posterior. Carlos Alberto Ferreira de Almeida, por exemplo, defendeu em 1986 esta tese, sustentando-a no facto de se ter recorrido, em termos de construção, a uma entrada de lintel recto sobrepujada por arco de descarga de volta perfeita, como na Igreja de São Pedro de Lourosa, e a existência de uma tribuna ocidental. Manuel Luís Real, em 1995 seguiu a mesma argumentação, acrescentando argumentos como o da reutilização de material anterior, presumivelmente visigótico. De facto, o estudo de Arqueologia da Arquitectura feito em 2003 por Caballero, Arce e Utrero parece evidenciar esta tese, nomeadamente através da integração de fragmentos escultóricos da época visigótica nos muros da Igreja, o que pressupõe uma época posterior de construção. Além dos argumentos já indicados, que a ajudam a classificar como um templo de características asturianas, há a presença de uma câmara supra-absidal, além dos capitéis vegetalistas da iconóstase, e a sua organização em andares. Alguns autores datam-na do século X, já que apresenta elementos arquitectónicos e decorativos já influenciados pelo estilo moçárabe. Outros autores, ainda, descrevem o templo como sendo o que resta de um pequeno cenóbio de monges cristãos do período visigótico que se teria mantido em funções durante o período de ocupação muçulmana como local de residência de monges cristãos moçárabes.
Em 1597, Frei Bernardo de Brito descrevia a Igreja como estando em bom estado de conservação. O seu orago, S. Gião era particularmente venerado na época visigótica, sendo da especial predilecção desta povoação. Referia ainda a existência de várias lápides com legendas confusas na região inculta em redor do templo, nomeadamente uma, de cuja veracidade se duvida actualmente e da qual se inferia que ali se tinha travado uma importante batalha em que as legiões romanas do cônsul Décio Juno Bruto foram vitoriosas. No cumprimento de um voto pela vitória alcançada, os romanos teriam levantado no local um templo ou altar dos deuses. Os Visigodos teriam, posteriormente, desmantelado o templo romano. Sobre ele, ou bastante perto, construíram a Igreja de feição cristã, satisfazendo o plano arquitectónico as directrizes do primeiro Concílio de Braga e do quarto Concílio de Toledo, que determinavam que os sacerdotes deveriam estar isolados dos crentes, acedendo ao santuário através da área da nave transversal, enquanto que os fiéis se disporiam na nave central - tal como referem os estudos de Helmut Schlunk. A partir do século VIII, os árabes instalaram-se naquele território. Das épocas romana, visigótica e medieval têm sido encontrados na quinta de S. Gião vários objectos utilizados naqueles tempos e que estão hoje expostos no Museu Etnográfico e Arqueológico Dr. Joaquim Manso.
Outra referência a esta igreja deve-se a Frei António Brandão, cronista da ordem de Cister do século XVII, a respeito do seu despovoamento durante o reinado de D. Sancho I, devido à peste. A igreja terá estado afecta ao culto até à segunda metade do século XVII.
A partir dessa altura, começou a deteriorar-se de tal modo, que em 1702 era usada como curral de gado. Esta função de apoio à agro-pecuária da quinta tê-la-à salvo da ruína total, à qual estaria certamente condenada se tivesse sido deixada ao abandono sem obras de conservação.
Põe-se a hipótese de este lugar de culto estar associado à sacralização da Costa da Nazaré, e em especial ao Sítio da Nazaré, mesmo quando este ainda não tinha qualquer estrutura edificada de culto à Virgem. Tomando como hipótese que a lenda da Nazaré tem fundo verídico, a vinda de frei Romano, acompanhado do rei Rodrigo, em 711, poderá estar associada à presença deste cenóbio cristão que serviria perfeitamente de protecção a dois cristãos em fuga, trazendo consigo as relíquias de São Bartolomeu, São Brás e uma imagem da Virgem Maria, denominada Nossa Senhora da Nazaré. O nome do santo que nomeia a igreja poderá, também, referir-se tanto a São João Baptista quanto a São Julião, santo associado à sacralização de locais costeiros, como acontece na Ermida de São Julião e Santa Basilissa, em Mafra.
Em 1968, durante a reconstrução da Igreja Paroquial de Famalicão da Nazaré, foi encontrada uma imagem da Santíssima Trindade no subsolo. A peça, esculpida em pedra de Ançã, apesar de danificada pela retro-escavadora, apresenta ainda vestígios da pintura original e é datada do século XV ou do século XVI. A mesma teria feito parte do espólio da Igreja de São Gião e levada pelo seu último pároco para a sua residência no cimo da Serra e, posteriormente, para presidir à sua tumba funerária, no interior da Igreja Paroquial.
A descoberta desta ermida serve de argumento para se acreditar que o número de templos dedicados ao culto cristão na Alta Idade Média era, provavelmente, bem maior do que é vulgar julgar-se para o território ibérico e português em particular - tendo a maioria desaparecido por diversas razões.
Encontra-se classificada como Monumento Nacional pelo Decreto-Lei n.º1/86, de 3 de janeiro.

## Características
Trata-se de um templo monástico de pequenas dimensões, de planta retangular, com uma só nave de 6,6 metros por 3,9 metros, sem janelas. Sobre a portada teria existido uma tribuna em madeira. O teto é em madeira com vigamento à vista. O cruzeiro é separado da nave por uma iconóstase, constituída por uma parede com uma porta central de arco ultrapassado e duas janelas laterais semelhantes. Este elemento isola o altar e o coro, ou seja, a parte do santuário, semelhante a um pequeno transepto, reservada ao clero, da nave central, reservada aos fiéis.
A ermida tem uma estrutura particularmente frágil, o que torna a sua descoberta tardia um acontecimento invulgar. A sua preservação deve-se à sua permanente utilização. O seu aspecto exterior é bastante rústico, principalmente devido ao facto de ter um anexo simples (possívelmente do século XV).
A nave transversal tem, de cada lado, uma arcada dupla em ferradura assente numa coluna com capitel coríntio. As arcadas fariam a comunicação entre a nave transversal e uma zona reservada que faria ligação ao presbitério. Este, atualmente destruído, possuía uma planta rectangular e uma cobertura em abóbada ou de canhão, ou de meia-cúpula. A nave era ladeada por duas ou mais divisões que a acompanhariam longitudinalmente e a que se teria acesso por portas simples.